# Yun Hyon-ju
Yun Hyon-ju (ur. 2000) – północnokoreańska zapaśniczka walcząca w stylu wolnym. Brązowa medalistka mistrzostw Azji w 2024. Wygrała mistrzostwa Azji juniorów w 2019 roku.